# (665) Sabine
(665) Sabine es un asteroide perteneciente al cinturón de asteroides descubierto el 22 de julio de 1908 por Karl Wilhelm Lorenz desde el observatorio de Heidelberg-Königstuhl, Alemania.
Se desconoce la razón del nombre.